# Congrés Internacional d'Arquitectura Moderna

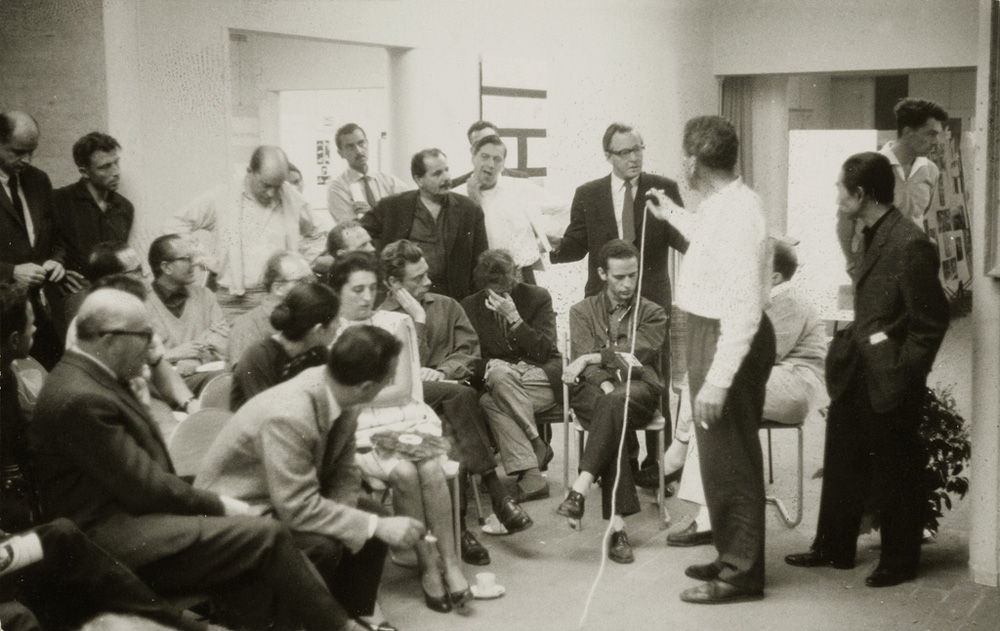
Dissolució del CIAM pel Team 10 l'any 1959

El Congrès International d'Architecture Moderne (Congrés Internacional d'Arquitectura Moderna), altrament conegut com a CIAM, fou una coalició de grups avant- garde de tot Europa, integrats per arquitectes, artistes, urbanistes i intel·lectuals, que es reuniren regularment en diferents països europeus entre 1928 i 1959 per debatre i formular els elements bàsics d’una nova aproximació a l'arquitectura i l'urbanisme. Al voltant d'aquestes consecutives conferències i reunions, el col·lectiu enfocà les seves idees en el re-disseny i desenvolupament futur de les metròpolis del segle xx, basats en les necessitats biològiques, psicològiques i socials de les classes treballadores. L'objectiu últim era fer influents aportacions, tan teòriques com pràctiques, a l'arquitectura moderna.
El conjunt dels CIAM representa, per tant, el Think Tank del moviment modern (Estil internacional o Racionalisme arquitectònic) en arquitectura. El grup va ser fundat l'any 1928 i tingué una vigència de 31 anys, tot dissolent-se a finals de la dècada dels 50, concretament, l'any 1959.
Aquestes trobades duen a terme, al llarg de la seva trajectòria, grans estratègies d’anàlisi i reorganització urbana, incloent innovació tipològica, prefabricació i integració dels elements del paisatge amb els elements construïts, en un escenari de profunda divisió política, al llarg de la seva existència es veuran opacats per l'ascens dels grans feixismes de Hitler i Stalin, a més de l'adveniment de la Segona Guerra Mundial.
A partir de la fundació, el CIAM està dividit entre els arquitectes de parla germànica, influenciats per la Bauhaus i actius a Alemanya, Suïssa, els Països Baixos i Europa oriental i, d’altra banda, aquelles més partidaris del París de Le Corbusier. Així doncs, aquests congressos i reunions són un fenomen europeu molt occidental, mentre que, en realitats paral·leles, com la de la URSS, estaven en plena revolució i, com a conseqüència a aquesta, o vinculat, a Moscou, es fundaren dues institucions d’arquitectura i disseny: l'Injuk, per Kandinski i Vkhutemas, per El Lissitzky.
El resultat és que, avui dia, és difícil reconstruir les circumstàncies culturals i polítiques de les quals els CIAM intentaven donar resposta en aquest període tan conflictiu.

## Història

### Període d'entreguerres
Es considera que, en el context d'entreguerres, la societat no necessitava arquitectura, sinó construcció. Bastant alineat amb el pensament expressionista. A partir de la idea de construcció, però, s'havien de superar els límits entre art i artesania i reivindicar la idea com a col·lectiva. Els arquitectes no havien de ser creadors, sinó pensadors, teòrics. Per tant, s'arriba a un plantejament certament utòpic de l'arquitectura.

### Arquitectura del Moviment Modern
L'Arquitectura del Moviment Modern, al tombant del 1900, després del moviment d'Arts and Crafts, Modernisme, Art Nouveau, De Stijl, estès per Europa amb grans referents com Otto Wagner i la seva escola (Hoffmann i Olbrich) a Viena; Antoni Gaudí, Lluís Domènech i Muntaner, Josep Puig i Cadafalch a Barcelona, desemboca en una època de grans iquietuds, no només pel que fa a la pràctica, sinó també en el que es refereix a la teoria. Tot i que es continua donant la importància l’artesania, a causa (entre d'altres) de la Segona Revolució Industrial (mitjans del s. XIX), es comença a fusionar aquesta importància amb la indústria, i és d’aquesta manera com sorgeixen grups com la Bauhaus, la Deutsche Werkbund i moviments com l’Expressionisme i el Neoplasticisme.
Els arquitectes, davant del desastre que suposa la Primer Guerra Mundial, pensen en la població general i posen el món al dia. La indústria es posa al servei de la guerra i el progrés que s'aconsegueix per la indústria bèl·lica, l’aprofita, després, la societat. És així com es desenvolupen els primers moviments d’avantguarda i tenim, per una bada, els posicionaments més activistes o anarquitstes (pèrdua de fe en tot i en tothom) i la intenció de crear un art nou, i també sectors dins d’aquesta avantguarda que centren els seus esforços no tant en l’ activisme sinó en crear un nou llenguatge: és una època de manifestos.
Es fan propostes audaces que intenten renovar el repertori i ens trobem que els canvis i les innovacions tenen lloc en col·lectius i contextos molt concrets. Es fan molts treballs individualistes i cada arquitecte presenta les seves propostes com a alternativa al que, fins al moment, havia fet la tradició.
Es parla de tres generacions d’arquitectes que formen aquest Moviment Modern: 
1. Primera Generació, a partir de la dècada de 1880 i fins a la Primera Guerra Mundial, destaquen Adolf Loos, Peter Behrens i Frank Lloyd Wright.
2. Segona Generació, just després de la Primera Guerra Mundial, des dels anys 20 i fins a la postguerra de la Segona Guerra Mundial, destaquen Mies van der Rohe i Le Corbusier
3. Tercera Generació, que són tots els que estan en actiu a partir de la segona postguerra mundial, dins dels esquemes del moviment modern, però amb un panorama molt més diversificat.

No hi ha una gran quantitat d’arquitectura del moviment modern, sinó que és minoria, no obstant, els arquitectes que treballen, generen molt seguiment. Així doncs, entre altres coses, és un moment en el qual es defensa que és més que tenir un sostre, sinó que a més és identificar-se amb un entorn físic i social, sensació de pertinença, a més, i de participació, de “Posesión de un mundo conocido y comprendido”. Els “Gegants” de l’arquitectura moderna, amb l'estil internacional, formen una versió caricaturesca de l’arquitectura moderna familiaritzada amb els Estats Units, d’aspiracions utòpiques i universalistes de l’arquitectura moderna, infiltrat en les escoles d’arquitectura després de l’ascens de Hitler al poder i de la fugida d’aquest règim feixista.
No es pot oblidar, tampoc, la relació de l’arquitectura amb els mitjans de comunicació de masses i de la fascinació per la figura de Le Corbusier qui, utilitzant-los, com a vertader lloc de producció arquitectònica, duu l’arquitectura al s. XX. S'arriba així a conclusions com la següent: “tant si havien o no, molts clients encara poden permetre’s l’arquitectura a més de la construcció” referint-se, en temes de funcionalisme, a que “el món modern mai ha tingut ni el temps ni els diners necessaris per elevar la construcció a nivell d’arquitectura".

### Urbanisme de Le Corbusier
Es pot parlar, d'altra banda i, a més, d'una "Haussmanitació" de les capitals, que influencia els plànols del CIAM, com per exemple quan, a París, Le Corbusier, utilitza un esquema de grans avingudes per unir àrees isolades. Així doncs, Haussmann proporciona un model pel CIAM: tecnòcrata, enginyer, “cirurgià”; incorruptible i autocràtic, a més d'establir una racional pels plànols de gran escala, que el CIAM, temps més tard, adopta. Aquesta preocupació i dedicació a temes, no tan sols d'arquitectura, sinó també d'urbanisme, seran algunes de les bases més sòlides del grup.

## Formació i membres
Cal destacar el caràcter constantment canviant dels membres del CIAM, que varia al mateix temps que ho fan les seves prioritats.

### Evolució històrica
En el segle xx abunden els manifests en els quals el terme "arquitectura com un art social" es repeteix. El 1928, Helène de Mandrot, amb pretensió de ser mecenes, convoca arquitectes europeus al seu Castell de La Sarraz, a Suïssa, per tal que aquests, en consens, dugessin a terme un congrés per parlar de l’arquitectura moderna. Aquestes reunions, s'anirien repetint, a partir de l’any 28, fins a arribar a l’any 59, i s'anomenarien CIAM (Congrés Internacional d’Arquitectura Moderna). Se’n faran 11 en total. Madame de Mandrot, qui amb anterioritat, havia fundat la Maison des Artistes i havia organitzat trobades de joves pintors, ara convidaba nous arquitectes de Bèlgica, Alemanya, França, Holanda, Itàlia, Àustria, Espanya i Suïssa a trobar-se en el seu punt neutral al centre d’Europa. dient que estava a punt de visitar Zúric, per proposar una trobada d’arquitectes connectats amb el nou moviment, al seu castell de La Sarraz, a pocs quilòmetres al nord del llac de Gènova, al cantó del Vaud. Aquesta, que ja havia parlat de les possibilitats amb Le Corbusier i altres amics (P. Chareau, G. Guevrekian i altres) a París. El terme “congrés” va ser utilitzat en el seu sentit original com “treballar plegats”. Seria un congrés de col·laboració, no un en el qual cadascun defensés el seu camp en especial.
Altres membres fundadors van ser Karl Moser (primer president), Victor Bourgeois, Pierre Chareau, Josef Frank, Gabriel Guevrekian, Max Ernst Haefeli, Hugo Häring, Arnold Höchel, Huib Hoste, Pierre Jeanneret (cosí de Le Corbusier), André Lurçat, Ernst May, Fernando García Mercadal, Hannes Meyer, Werner Max Moser, Carlo Enrico Rava, Gerrit Rietveld, Alberto Sartoris, Hans Schmidt, Mart Stam, Rudolf Steiger, Henri-Robert Von der Mühll, i Juan Zavala.
En ells, els seus membres discutirien sobre arquitectura, habitatge i també sobre urbanisme, assentant-se sobre les bases dels plantejaments que havien fet amb anterioritat arquitectes i urbanistes com Le Corbusier, amb els seus 5 punts per una nova arquitectura, a més de les seves projeccions per la Ville Radieuse, Ville Contemporaine, amb els edificis disposats à redent i sempre envoltats de grans zones verdes, traslladant el centre administratiu, la City, al centre d’aquests nuclis urbans.
Teòricament, es considera que les variacions del CIAM s'articulen al voltant de tres fases: 

#### Primera fase, els inicis
En un inici, aquests congressos es duen a terme amb un gran optimisme, amb la idea de pensar i fer arquitectura amb els seus iguals. L’any 28, hi havia 28 arquitectes, dels quals, només 3, eren dones. També cal destacar que, la gran majoria dels membres que hi partivipaven eren europeus, a excepció d’aquells com El Lissitzky, Nikolai Kolli i Moissei Guínzburg, que en van ser els delegats soviètics, ja que per a la conferència de la Sarraz no van poder aconseguir visats. Altres membres notables que van entrar després van ser Alvar Aalto i Hendrik Petrus Berlage. El 1931, Harwell Hamilton Harris va ser triat secretari americà del CIAM. L'ímpetu inicial és provinent del mateix internacionalisme socialista de l'era de Weimar i dels intents de Le Corbusier per revertir el rebuig de la seva proposta en el concurs de la Lliga de les Nacions i la selecció d’un disseny estil Beaux- Arts. Així doncs, des del primer congrés, l’any 1928, fins l’any 1933, coneguda com a fase doctrinària. El resultat dels congressos era una declaració, ja que estaven molt dominats, els tres primers, per arquitectes alemanys. Per tant, aquesta dominació, era d’avantguarda, nova objectivitat, pensament socialista. Treball molt centrat en l’habitatge i en racionalizar a l'extrem la idea d’aquest. Sorgeix, amb tot això, L' existenzminimum, que explica com ha de ser l’habitatge senzill i suficient per tal que la gent pugui viure amb el màxim comfort possible.

#### Segona fase, de creixement
Es coneix que, aquesta segona fase, amb un CIAM més establert i amb més ressò, és dominada, en major part, pels arquitectes francesos, amb el principal exponent en Le Corbusier, qui, després de la celebració del CIAM IV, dut a terme en un creuer al llarg del mar Mediterrani, redacta la Carta d’Atenes. Aquesta, però, no es publica fins uns anys després, concretament, els anys 40 del s. XX. Es tracta d’un document sobre com han de ser les ciutats, però recorda a Le Corbusier en el tema de definir aquestes. Per tant, és rígida i idealista, doncs considera que la gent només pot viure en un tipus de casa. Té bastant impacte a la Segona Guerra Mundial amb les operacions de reconstrucció de les ciutats que van ser malmeses amb el primer gran conflicte mundial i, a més del paper del CIAM, també hi haurà altres institucions que funcionaran per esborrar els rastres de la guerra. Una d'elles, a Espanya, és l'Institut Nacional de Colonització i Desenvolupament Rural, creat l'any 1939 pel Ministeri d'Agricultura.

#### Tercera fase, el CIAM s'atura després de la guerra
Iniciada amb el CIAM VII, la tercera fase d'aquests congressos, s'estén de l’any 1949 al 1959. Provinent d’un idealisme, es canvia radicalment, per tocar de peus a terra. El fet d’estar en un context de postguerra hi té bastant a veure. Entre els arquitectes, l'estat d’opinió, torna a girar. Es passa de pensar en idealismes a centrar- se en la població. A més, es posa de manifest un canvi generacional. La vella guàrdia es revela desconnectada ideològicament i tècnicament parlant de les generacions més joves. Aquestes darreres, cada vegada, noten que hi ha menys connexió entre les necessitats de la gent i l’arquitectura que, fins al moment, s'estava proposant.

## CIRPAC
Comitè Internacional per a la Resolució dels Problemes de l'Arquitectura Contemporània (CIRPAC) va ser una organització responsable de l'organització de les trobades, determinant els locals i les dates dels esdeveniments, a més dels temes tractats, així com la manera en la qual els temes serien tractats.

### Organització i jerarquia
Primer de tot, pel que fa a l'organització, cal partir de la base que, "Els delegats i els seus suplents són elegits pel temps fins al pròxim Congrés i són reelegibles”. Així doncs, l'estructura de poder i l’organització interna dels CIAM, era feta al voltant d'un comitè que estava compost per membres de les diferents delegacions de tots els països participants. El CIRPAC no només tenia potestat sobre aquests anteriors punts, sinó que també deliberava sobre l'ingrés de nous membres al CIAM. Aquests, per tal de poder participar en les trobades s'havien de dirigir a la delegació del seu respectiu país, que podria acceptar-lo o no, segons la seva carrera. Aquests mètodes de selecció, demostre el caràcter centralitzador d’aquest comitè.
Tot i que les aquestes delegacions estaven repartides al llarg de la majoria de països europeus que participaven dels CIAM, les més importants són: a França, el grup ASCORAL, delegació filiada a les idees puristes de Le Corbusier. A més del grup GAMMA, d’autonomia ideològica en relació al lideratge; a Alemanya, el grup de Gropius tenia un opositor, Ring, format per arquitectes socialistes liderats per Hugo Häring; a Holanda, discussions entorn de De 8, vessant crítica del funcionalisme modern (Amsterdam); OPBOUW a Rotterdam, més afecte al racionalisme; a Anglaterra, reunions dels arquitectes del CIAM a MARS, un grup particularment actiu a finals de la Segona Guerra Mundial, promovent les reunions de Bridgewater.
Per tant, trobem que, l'estructura de poder dels CIAM era identificada per un consell dirigent compost per un president, un secretari general, dos vicepresidents i un director general. Per tant, era un òrgan relativament gran, que congregava almenys un membre de cada delegació inscrita als CIAM.
A més, hi ha, al llarg de la història de l'agrupació, figures claus i innatament dirigents, com ara, la que, en les primeres reunions després de la Guerra, prevalia en quant a lideratge: Le Corbusier. Aquest, tractant temes com l'estructuració de l’ urbanisme, reforçant la tendència d’analitzar els problemes de la ciutat a partir del model de la segregació funcional, fa que les discussions prenguin una direcció amb la proposició del tema del nucli de la ciutat. L’any 1951, per ocasió del CIAM VIII a Hoddeston, Anglaterra, el tema del nucli de la ciutat va ser una oportunitat per fer emergir les diferents maneres d’entendre el problema de la ciutat, escapant de la rigidesa del model funcionalista que restringia la problemàtica urbana a criteris convencionats pel grup dominant. El consens era forjat a través de les formulacions temàtiques genèriques de cada edició dels congressos, de manera que el tema general apareixia més que els treballats en cada comitè.

### Funcions
Aquest cos executiu electe del CIAM s'encarregava de decidir els temes treballats en els diferents congressos, que van ser entre d'altres, el plantejament urbà, la síntesi de les arts, la reforma de l'educació i la industrialització de la construcció, els programes socials referents a la reforma de plans i la reforma de l’Estat. En definitiva, i resumint, les funcions del comitè eren: 
- a) Preparar l’ordre del dia del pròxim congrés.
- b) Constituir la mesa permanent del congrés
- c) Executar les decisions dels congressos.[14]

No obstant, els treballs d’aquest comitè van ser considerats negligents en la divulgació dels resultats dels congressos, doncs era molt més important pel grup dirigent indicar consensos d'opinió.En les publicacions del CIRPAC també hi ha una reglamentació que concedeix i determina el dret dels països, la seva prioritat en la publicació dels seus treballs. Cal destacar, a més, el caràcter constantment canviant dels membres del CIAM, que varia al mateix temps que ho fan les seves prioritats.

## Les conferències del CIAM

### CIAM I (1928)
La Sarraz, Suïssa, Fundació del CIAM
Patrocinat per l’aristòcrata franco- suïssa Helene de Mandrot (Madame de Mandrot) va tenir com a resultat l'expedició de la Declaració de la Sarraz, signada per 24 arquitectes europeus. Demana que l’arquitectura ha de ser separada de les escoles d’Arquitectura e Belles Arts orientades segons la tradició clàssica i en el seu lloc, s'apel·la a les idees tayloristes sobre la necessitat de dissenyar pel mínim esforç de treball a través de la racionalització i estandardització dels components constructius. Els arquitectes han de buscar influenciar en l'opinió pública a favor de les noves aproximacions arquitectòniques.
Ernst May, arquitecte oficial de Frankfurt, en els primers congressos; a més de Le Corbusier i altres membres, desenvolupen una aproximació que es converitira en la base de gran part del futur urbanisme a escala metropolitana. Idea que les ciutats industrials han de ser dissenyades tenint en compte millorar les condicions d’habitalitat de la majoria de la població, a més d’incrementar l'eficiència econòmica a través de la millora dels sistemes de transports i protegir l’ambient natural per la recreació massiva. D’aquest primer congrés, l’any 28, sorgeix un gran optimisme, amb dues maneres d’entendre la relació de l’arquitectura amb altres facetes de la vida. La primera, de Le Corbusier, arquitecte líder, que sempre havia considerat l’impuls públic o estatal en l’arquitectura, i que opinava que l’arquitecte no tenia perquè tenir un compromís al respecte. I d’altra banda, la de Berlague, que era la cara més visible, i que conformava un pensament més conscient, possiblement degut al seu paper d’arquitecte municipal. Ell entenia que l’arquitectura havia d’implicar concessions, debats i ajustaments, a més d’haver d’estar consensuada a l’hora de decidir projectes.

### CIAM II (1929)
Frankfurt, Alemanya. Enfocada en el treball d'habitatge de Ernst May i l'Habitatge mínim (Existenzminimum).
Rep el nom de Die Wohnung für das Existenzeminimum. (L'habitatge mínim). May, com a arquitecte oficial de la ciutat, encarrega 24 projectes de vivenda obrera patrocinats per les autoritats municipals. Influenciat pel moviment de la Ciutat Jardí, amb gran repercussió a Alemanya en els anys previs a la Primera Guerra Mundial. En el disseny, May es basa en plantejaments de disseny que s'estaven treballant a la Bauhaus de Gropius, amb figures com Marcel Breuer i altres. Intentaven ressaltar les noves tecnologies en equips domèstics i en construcció a través d’un nou disseny que emfatitza l’apropament de la natura, una aproximació evident en els jardins-hort plantejats en moltes ciutats. El conjunt incloïa parcs i boscos d’arbres. Es combinen les teories de la ciutat-jardí amb el nou ideal internacional de condicions urbanes habitacionals per les masses urbanes industrials. May organitza diversos tours provinents de 14 països europeus i de la Unió Soviètica.
Sigfried Giedion, nou Secretari General del CIAM, 5 conferències presentades en le CIAM II, iniciant amb una de May sobre el concepte d’Existenzeminimum, seguida d’una de Walter Gropius, Victor Burgeois (belga, familiaritzat amb els desenvolupaments a la Unió Soviètica); el radical Hans Schmidt i Le Corbusier “Las bases sociologicas de la vivienda mínima” llegida per Giedion. S'argumenta que la entrada de la dona en el món laboral exigia “llars centralitzades” on cada individu tingués accés a la unitat mínima de vivenda dins d’una gran estructura comunal en la que funcionessin menjadors, llars d’infants i equipaments recreacionals. eocm tractar la vivenda mínima i llegida per Pierre Jeanneret. Una impressió del programa dona aqeuesta el títol de “Crítica y modificación de las regulaciones existentes”, que canvia en la versió impresa “Anàlisi dels elements fonamentals del problema de la vivenda mínima”. Le Corbusier crida l’atenció sobre la naturalesa biològica de la vivenda, la “Pobresa i insuficiència de la tècnica tradicional”; la necessitat de l”estandardització, industrialització i “taylorització”. Descriu la vivenda com “una seqüència regular de funcions definides”; un “fenomen de tràfic”.

### CIAM III (1930)
Brussel·les, Bèlgica. Sobre el desenvolupament racional de l'espai.
Schmidt, Mart STAM, Giedion i Le Corbusier accepten l’oferta de Victor Bourgeois, vicepresident belga del CIAM, de dur a terme el congrés a Brussel·les. Le Corbusier també critica en aquest interès principal del CIAM per la vivenda mínima sense un examen corresponent de la provisió general de serveis comunals, tal com es feia a la Unió Soviètica per Moissei Guínzburg i l'OSA, convidats al CIAM per recomanació de Le Corbusier, que, des de 1928, viatjava a Moscou pel seu projecte del Centre Soyuz, i contrastava amb el que feia May a Frankfurt. Amb allò que duien a terme els soviètics, debatut pel Primer Pla Quinquenal de la URSS, que abogava la construcció de 200 noves ciutats industrials i 1000 assentaments agrícoles.
També proposa un futur congrés portat a Moscou, acordant que el tema principal del congrés de Brussel·les seria el “Plantejament racional del lloc” per reflectir la importància que May i Stam donaven a la necessitat de racionalitzar la planejació del lloc al llarg de les vivendes en línia (Zeilenbau), amb el fi de reduir costos i facilitar la producció en massa (Hellenrhof, Frankfurt) assentament.
En conclusió, aquest CIAM, expandeix estudis comparatius del disseny de les unitats mínimes de vivenda al disseny d’assentaments de vivenda “funcional”. En governs com Holanda, Alemanya i altres. Qüestió de la vivenda en alçada versus la vivenda de baixa alçada. Le Corbusier i Gropius, la primera May i altres, la segona.

### CIAM IV (1933)
Atenes, Grècia. Publicació de la Carta d'Atenes
Per part dels amfitrions, a finals de 1933, el CIRPAC pren la decisió de dur a terme aquest congrés en un creuer que partiria de Marsella a Atenes, el Patris II. on el grup grec del CIAM, representat per Stamos Papadakis, patrocinava la Càmera Tècnica de Grècia. Prop de 100 delegats convidats a més de les seves esposes participen en un llegendari event. La majoria del grup alemany no pot assistir, pel recent creat MARS (Modern Architecture Research Group) de Gran Bretanya, té per primera vegada representació, liderat per Wells Coates. Espanya, liderada per Sert i Torres Clavé inclou grups com Canadà, Itàlia i 10 nacions europees, parlant al voltant d’11 idiomes diferents. També van els professors de la Bauhaus László Moholy-Nagy, Fernand Léger i Charlotte Perriand, Otto Neurath i Pierre Winter, Jean Badovici (L’Architecture Vivante) i Christian Zervos (Cahiers d’Art). Té una primera fase “analítica”, sobre aquest tema, basant-se en les feines i les dades presentades de diversos grups. Aquest material comptava amb plànols urbanístics de 31 ciutats. Cada ciutat havia de presentar un mínim de 3 plans: 
1. Zoning.
2. Circulació.
3. Zona d’influència de la ciutat.[18]

Es preparen guies analítiques de presentació pel següent congrés sobre el tema de la Ciutat Funcional, la qual cosa seria la base per la gran part del plantejament de la postguerra, incloent Holanda i d’una manera diferent per noves ciutats com Brasília. Originat amb Van Eesteren i el grup holandès del CIAM, De 8 (Els vuit), amb un plantejament similar a l’urbanisme de Le Corbusier però menys enfocat en l’ús dels edificis en alçada i que pretenia basar la informació en estadístiques, ja no en imatges formals.
Associat amb Theo von Doesburg, després d’estudiar a París, Van Eesteren, ensenya planificació de ciutats a Bauhochschule de Weimar (1927-1929). Entre d'altres, ho fa de “La construcción de la ciudad en una hora”, “ciutat de cartró” composta per façanes i proposa urbanisme basat en la distribució racional dels elements funcionals d ela ciutat. “unitats de la metròpoli” incloïen edificis industrials, lots de parcs i garaigs, camps esportius i gratacels, i altres tipologies de construccions més tradicionals (estacions de tren i edificis religiosos). Estadística per arribar ràpidament a la forma urbana correcta, ho publica a i10, el 1928, “Städtebau”.
Van Eesteren fa el discurs d’innauguració en grancès, giedion fa un repas de la història de la ciutat funcional. Le Corbusier proclama la idea de Ciutat Funcional, “biologia del món”. Enfatitzava que la base havia de ser l’habitació, la primera en la jerarquia de: habitació, treball, recreació i circulació. L’ambient natural havia de ser salvat del “leproso suburbio”, de les ciutats existents.
El CIAM IV és publicat en el diari tècnic grec TEXNIKA XPONIKA – "Les Annales Techniques", a l’octubre- novembre de 1933. Després, sota l'explosió de la Segona Guerra Mundial, gràcies al recolzament dels governs, el CIAM es reuneix. El grup català GATCPAC publica un detallat manifest mostrant nous mètodes i la seva aplicació a Barcelona. Per difondre idees CIAM visualitza dos publicacions resultants del CIAM IV, una destinada a edició popular, amb moltes il·lustracions i l’altra més científica, amb tot el material relatiu a 33 plans urbans presentats al CIAM IV.
A més, el CIRPAC de Londres, el 1934, comissió encarregada de produir els dos principals documents dels plantejaments de la Ciutat Funcional després de la guerra, deixant en l’ombra altres contribucions. D'una banda, el volum popular, "Can our cities survive?" de Sert, 1942, de l'altra, Le Corbusier, La Carte d’Athenes 1943, actuant en la idea motivacional del CIAM que “La veritable pregunta que ha de preocupar el món modern és la vivenda”. Per tant, i en definitiva, el que es duu a terme en el CIAM IV és “Estudiar, definir, analizar y sintetizar, finalmente planificar esa vida y desarrollo de las ciudades modernas, con la finalidad de lograr el máximo bienestar de la colectividad, ha sido el propósito de los congresos internacionales de arquitectura moderna (CIAM).”

### CIAM V (1937)
Bridgewater, Anglaterra. Sobre la reconstrucció de les ciutats devastades per la II Guerra Mundial
Es tracta d'un congrés poc exitós, dut a terme després de la Guerra Civil Espanyola, durant l'exposició de París sobre el tema de “Logis et Loisirs”. Des de 1932, Le Corbusier prepara projectes que esperava realitzar per aquesta exposició, però només es fa el Pavelló dels “temps nouveaux”, per presentar les idees del CIAM utilitzat. Té un programa molt ambiciós, que intenta expandir la idea de Ciutat Funcional dins del plantejament regional al servei de les masses. Tot i això hi ha realment poca atenció a aquest event.
No van ser duts a terme els projectes proposats i, després de la guerra, alguns dels elements d’aquest pla es combinen amb la reconstrucció de la Ciutat Vella. El Pla Macià, elaborat per Sert i el GATCPAC, va ser presentat com el model de plantejament urbà al CIAM V, amb la proposta de manteniment de la “promenada arqueològica” de la Ciutat Vella simultàniament amb nous blocs de vivendes de la ciutat radiant, articulats a la costa al llarg de noves autopistes.
Sert enfasitza el problema del caos de les ciutats industrials modernes com una amenaça a la moral i la salut pública dels habitats de classe treballadora. Per reorganitzar aquestes ciutats, fer-les més “harmonioses i útils”. Només fent servir “grans mitjans tècnics presents ara i donar-los suport per la nova economia urbana”. Igual que Le Corbusier, Ville Radieuse, insistia que les ciutats havien de ser enteses com a part d’un tot econòmic, social i polític, articulat en la complexitat de les activitats biològiques. D'altra banda, Patrick Geddes, idees 1920-1930, influencia a Sert, dient que l’urbanista havia de tenir en compte les circumstàncies geogràfiques i topogràfiques, i les econòmiques i polítiques, per delinear plans de futur que no fossin rígids. Així doncs, es fa un estudi de l’oferta natural de la regió (clima, topografia, factors agrícoles i naturals, localització de les zones industrials i residencials...).
Arriba la guerra i el CIAM és dut a l'exili des d’Europa, només temps després aquestes idees d’urbanisme serien aplicades, i tot i així, rebrien resultats controertits. La necesstitat urgent de les condicions urbanistiques a Polònia, Syrkus concorda que l’interès del grup holandès per les categories funcionals del treball el transport i la producció de vivenda havien de ser la base pel futur treball del CIAM.

### CIAM VI (1947)
París, França. Sobre l'habitatge i la reconstrucció
El sisè CIAM, celebrat a Bridgewater, el setembre de 1947 evindencia que l’objectiu per l'”arquitectura i urbanística de servir les necessitats de la gent” i el necessari renovament del CIAM mateix implicava la redefinició de l’ofici d’arquitecte i del seu ensenyament, així com involucrar les joves generacions. Havient viatjat ja als Estats Units, Sert, Gropius i Giedion volen establir el CIAM allà. Richard Neutra (Los Angeles) i Knud Lonberg Holm (Nova York) són alguns dels representants nord-americans que es troben. Giedion i Sert lideren en energia, però. En motiu de la Fira Mundial de Nova York, el 1939, Giedion organitza una trobada del CIAM, en la qual, alguns membres europeis, incloent Aalto, havien dissenyat pavellons diferents, i Gropius i Breuer el Pavelló de l’Estació Pennsylvania. L’any següent, quan Hitler envaeix Polònia, setembre 1939, i el juny de 1940 ocupa tota l'Europa occidental, Le Corbusier, representant del Ministère de la Production Industrielle et du Travail de Vichy, no veia contradicció entre aquest paper i les idees del primer.
A Space, Time and Architecture, com a reforç per emostrar la “unitat de mètodes” entre el pensament i el sentiment, es parla a favor de la seva experiència als Estats Units.
L'any 1942 és un any de molt poca activitat dels CIAM. Paul Lester Wiener s'hi associa creant la firma Town Planning Associates, començant a buscar comissions al Brasil. 1943, Sert, Weissmann i Giedion es retroben a Nova York per reiniciar el CIAM. Seria el capítol del Planejament de la Postguerra, resultat d’un seguit de reunions a Nova York. El president nominal, Richard Neutra, dissenyava escoles i vivendes a Puerto Rico. Emergeixen, d’aquest capítol, poques activitats. Enfocament en la prefabricació i reconstrucció d’una futura Europa de postguerra.

### CIAM VII (1949)
Bèrgam, Itàlia. Sobre l'arquitectura com art
És en aquest congrés on es tracta de vincular, altra vegada, la idea d'associar l'arquitectura amb l'art. Provinent d'experiències com ara la d' "Ornament i delicte", d'Adolf Loos, qui defensava que no calia arribar a recarregar les obres d'art fins al punt de l'horror vacui, passant per l'etapa més funcionalista i racionalista de l'arquitectura, es defensa la idea que, el llenguatge simbòlic que pot arribar a tenir la decoració en la concepció dels edificis no és d'importància menor, ni molt menys, oblidada com fins aleshores.

### CIAM VIII (1951)
Hoddesdon, Anglaterra. Sobre el cor de la ciutat
A partir de les idees i el lideratge de les discussions del CIRPAC per part de Le Corbusier, aquest congrés se centra en el tema del nucli de la ciutat, que acaba proporcionant una molt bona oportunitat per fomentar diferents punts de vista respecte de la visió de la ciutat en termes generals, deixant de banda els plantejaments funcionalistes que frenaven tot avançament urbanístic. El consens per superar aquesta rigidesa i impossibilitat proporcionades pel funcionalisme, és forjat a través de les formulacions temàtiques genèriques de cada edició dels congressos, de manera que el tema general apareixia més que els treballats en cada comitè.

### CIAM IX (1953)
Ais de Provença, França. Publicació de la Carta d'habitació.
Inicialment, l’objectiu de la proposta temàtica era la formulació d’una Carta de l’hàbitat, que funcionaria com una carta de principis orientadors de producció d’espais d’habitació moderns, amb la intenció de donar continuïtat a la producció de documents- manifest (elaborats per l'equip liderat per Le Corbusier o Grup ASCORAL). Per primera vegada, els joves del CIAM, es reuneixen en un grup de treball. La idea original de Le Corbusier i el seu grup, doncs, era la de crear espais destinats a habitació. Aquesta carta hauria de ser un document que fes referència a l'espai d’habitar, una de les funcions especificades a la Carta d’Atenes. No obstant, aquests joves, es contradeien, en pensament, amb el que promulgava la Carta d’Atenes. Per ells, no era més possible pensar en urbanisme segons la segregació funcional proposada el 1933, sinó que, la noció d’hàbitat defensada se sustentava en un concepte ampliat que considerava no només l’habitatge, la unitat residencial, sinó també els espais de convivència i els espais públics, dominis que permetien una vida col·lectiva.
El grup dels joves, considera la ciutat funcional un concepte abstracte, poc realista amb les necessitats humanes essencials, les aplicacions de les quals ja s'havien demostrat insatisfactòries. Per una banda, consideraven que la concepció de ciutat a partir de la discriminació de certes funcions era una manera molt pobre de tractar la urbanística, molt més complexa. D'altra banda, el model de Ville Radieuse, era abstracte per desconsiderar els habitants dels espais en la seva dimensió individual i en les seves necessitats d’expressió. Per tant, la reducció de ciutat a un mecanisme compost de 4 funcions, es refereix als espais com a objectes concebuts per processos històrics, amb significats rellevants per la memòria urbana.
“Ma sul piano strettamente metodologico essa è ben lontana dal prospettare una relazione spaziale e compositiva del moderno insediamento residenziale”. Però, en el pla estretament metodològic, aquesta és ben llunyana de projectar una relació espacial i compositiva del modern insediament residencial”.

### CIAM X (1956)
Dubrovnik, Iugoslàvia. Sobre l' hàbitat.
El primer document publicat pels joves arquitectes del CIAM va ser el Manifest de Doorn, 1954, on afirmaven que:
1. És inútil considerar la casa excepte com una part de la comunitat en funció de la interacció que les vincula
2. No hauríem de perdre temps codificant els elements de la casa abans de cristal·litzar en una altra relació.
3. L’ ”hàbitat” concerneix a causa d’un tipus particular de comunitat.
4. Les comunitats són les mateixes en tots llocs: (1) La casa aïllada; (2) El poblat; (3) Ciutats de varis tipus (industrial, administrativa, especial); (4) Urbe multi-factoria.
5. Aquests tipus es poden apreciar, relacionats amb el seu medi ambient (habitat), en el perfil del vall de Geddes.
6. Tota comunitat ha de ser internament adequada- tenir facilitat de circulació- ; en conseqüència, qualsevol que sigui el tipus de transport del qual es disposa, la densitat ha de créixer a mesura que creix la població; (1) és el cas de la mínima densitat i (4) de la màxima.

Devem, per tant, estudiar l’habitació i els agrupaments necessaris per produir comunitats còmodes i convenients en diferents punts de tall de la vall. L'adequació de qualsevol solució pot provenir del camp de la invenció arquitectònica més que de l’antropologia social.
El document utilitza com a referència Patrick Geddes, un urbanista anglès del s. XIX, negligent pel CIAM.

### CIAM XI (1959)
Otterlo, Països Baixos. Dissolució del CIAM i formació del Team X
El futur CIAM, ha de ser inclusiu, obert a arquitectes de tot el món, tot i que s'afavoreixen els membres alemanys i anglesos, es formen grups d’avantguardes que desmantellen el CIAM en dues etapes: la primera, el 1953, amb arquitectes que es converteixen en nous membres i la segona, el 1956, amb la representació nacional del CIAM reemplaçada per invitacions en la base de mèrits personals. Uneix arquitectes, urbanistes, artistes, historiadors, sociòlegs i publicistes, per apropar-se als problemes de plantejar ciutats, els quals tenen una gran influència tot i el fet que, sent una extensió molt ramificada, com la International Federation for Housing and Town Planning, es renoven institucions com la National Conferences on City Planning in the United States of America. Són, per tant, tan sols un grup de figures que, més que res, d’experiència pràctica. Després de la Segona Guerra Mundial, queda confirmat aquest cercle d’intel·lectuals, que fan de la planificació una activitat educativa per nous urbanistes i encoratjant relacions internacionals.

## Dissolució
L'organització del CIAM es va dissoldre el 1959, ja que els punts de vista dels membres divergien. Le Corbusier havia deixat l'organització el 1955, a causa de l'ús cada vegada major de l'anglès en les conferències i reunions.

## Influències

### La Casa Bloc, Barcelona
El CIRPAC, que tenia com a delegat espanyol a García Mercadal i que, el novembre de 1936, exposa, a través de Torres Clavé, la nova situació política catalana i la resposta del GATCPAC, d'altra banda té un altre membre destacat, Sert, que el 1937, presenta un document conceptual, fruit d’una desenvolupada forma d’acord amb els plantejaments inicials. D'altra banda, Le Corbusier comença a participar del Pla Macià de Barcelona, on, per primera vegada es volien aplicar els criteris urbans del CIAM en una ciutat real: habitació, treball, recreació i circulació.
Un dels edificis que es construeixen en aquella època és la Casa Bloc, un projecte de Sert, Clavé i Subirana, una tríada d'arquitectes que, en el moment, destaquen en el col·lectiu del GATCPAC. Seguint els plantejaments i les bases establertes pel CIAM, la casa és una joia de l'arquitectura del Moviment Modern, una utopia realitzable, amb un punt innovador, el d'intentar resoldre els problemes habitacionals de la Barcelona dels anys 30, amb una forta presència del fenomen del barraquisme. Sent un pla pilot del Pla Macià, pren l'estructura del redent corbuserià, amb grans peces i edificis sobre pilotis de més de 200 habitatges. El projecte, però, queda truncat per la guerra, i els habitants per als quals estaven previstos els pisos no hi poden entrar a viure. Si que ho fan les forces militars.

### Les ciutats de Perú i Brasil
Un altre cas on les conferències del CIAM i els seus resultats són ben influents és a l'Amèrica llatina, on es parla d'una evangelització duta a terme per part d'aquests arquitectes i urbanistes europeus. Parlant del “El sector central”, un bon exemple és el Plan piloto de Lima (1947-1949), que té com a director Luis Dorich. Per ells, les unitats veïnals, els centres cívics i les 4 funcions establertes pel CIAM, sorgides de les idees en la postguerra, i celebrades per Sert i Wiener and Rogers, seran les bases sobre les quals s'assentaran aquests arquitectes estrangers.